# ジェニソン・ヒートン
ジェニソン・ヒートン (Jennison Heaton、1904年4月16日 - 1971年8月6日) はアメリカのボブスレー、スケルトン選手。1928年のサンモリッツオリンピックでスケルトンで金メダル、男子5人乗りボブスレーで銀メダルを獲得した。スケルトンでは銀メダリストとなった弟のジョンと1秒差であった。兄弟のトローブリッジもボブスレーの熱狂的なファンである。後にベウラ・フィスクと結婚し、同じくオリンピックに出場したボブスレー選手であるビリー・フィスクと義理の兄弟となった。